# Arenaria graveolens
Arenaria graveolens là loài thực vật có hoa thuộc họ Cẩm chướng. Loài này được Schreb. mô tả khoa học đầu tiên năm 1767.